# Hugo Dumortier
Hugo Dumortier, né le 19 juin 1993 à Tourcoing, Nord, est un joueur de basket-ball français. Il occupe le poste d'arrière.

## Biographie
Il commence le basket à l'âge de quatre ans. Il passe notamment par Tourcoing (Jeune Garde de Tourcoing), Neuville-en-Ferrain (Pro Patria Neuville-en-Ferrain) et Lille (LMBC).
En 2008, il rejoint Gravelines-Dunkerque.
Le 14 juin 2014, il signe son premier contrat professionnel avec Gravelines-Dunkerque. Le 6 août 2014, il est prêté à Monaco en Pro B. À la suite du licenciement de l'entraîneur franco-monténégrin Savo Vučević, Dumortier est beaucoup plus utilisé par son remplaçant, Zvezdan Mitrović. Il remporte le titre de champion de France de Pro B avec Monaco.
Le 9 juin 2015, il est prêté à Boulogne-sur-Mer, tout juste relégué en Pro B. Toutefois, un mois plus tard, le SOMB et le BCM ne parviennent pas à trouver un accord. Peu de temps après, le 9 septembre 2015, Hugo est prêté au club de Boulazac (Pro B) pour la saison entière.
Le 3 août 2016, il rejoint le Basket Club d'Orchies en Nationale 1. Le 14 janvier 2017, il donne la victoire à son équipe à Quimper grâce à un panier à trois points en déséquilibre à la dernière seconde du match. Il rejoint ensuite Boulogne-sur-Mer, où il restera 4 ans.
Toujours en Nationale 1, il signe à Andrézieux en 2021 pour 2 ans, puis à Saint-Vallier en 2023, avec qui il dispute les playoffs jusqu'en finale.
Il s'engage à Quimper en 2024.

## Clubs
- 1999-2004 :  Jeune Garde de Tourcoing
- 2004-2008 :  PP Neuville-en-Ferrain
- 2005-2008 :  Lille Métropole Basket Clubs
- 2008-2016 :  Basket Club Maritime Gravelines Dunkerque Grand Littoral (Pro A)
  - 2014-2015 :  Association sportive de Monaco (Pro B)
  - 2015-2016 :  Boulazac Basket Dordogne (Pro B)
- 2016-2017 :  Basket Club d'Orchies (Nationale 1)
- 2017-2021:  SOMB (N1)
- 2021-2023 :  Andrézieux (N1)
- 2023-2024 :  Saint-Vallier (N1)
- 2024-2025 :  Quimper (N1)

## Palmarès

### En club
- Champion départemental benjamins
- Champion régional benjamins
- Champion de France benjamins
- Champion de France cadets : 2010
- Vice-Champion de France cadets : 2012
- Championnat de France espoirs : 2014
- Trophée Coupe de France séniors masculins : 2013, 2014
- Vainqueur du Trophée du futur : 2012, 2014
- Champion de France de Pro B avec Monaco : 2015

### Sélection nationale
- Pré-sélectionné en équipe de France U18

### Distinction personnelle
- Sélectionné dans les équipes départementales/régionales dans les sections benjamins et minimes

## Vie privée
Son grand père est René Dumortier, le frère de Pierre, ancien président et fondateur du club de volley ball le TLM.